# Женщина из пятого округа
«Женщина из пятого округа» (англ. The Woman in the Fifth, фр. La femme du Vème) — франко-англо-польская драма режиссёра Павла Павликовского на основе одноимённого романа Дугласа Кеннеди.

## Сюжет
Американский писатель Том Рикс (Итан Хоук) приезжает в Париж, чтобы быть ближе к своей дочери, которая живёт здесь вместе с матерью — бывшей женой Тома. Однажды он случайно засыпает в автобусе и просыпается только на конечной остановке. Том обнаруживает, что у него украли все вещи, однако не заявляет об этом в полицию.
Находясь в затруднённых финансовых обстоятельствах, он нанимается на работу ночным сторожем в заведении, которое находится под контролем местного криминального босса Сезера. Его единственная обязанность — сидеть по ночам в маленькой комнате с монитором видеонаблюдения и нажимать на кнопку, впуская редких посетителей. Проводя ночи за этой необременительной работой, он пишет книгу.
Однажды, заглянув в один из парижских светских салонов, он знакомится с немолодой, но таинственной и обворожительной женщиной, венгерской эмигранткой Маргит Кадар (Кристин Скотт Томас), с которой у него начинается роман. С самого начала женщина устанавливает жёсткие рамки для их общения: их встречи происходят дважды в неделю ровно в 5 часов вечера в её квартире в пятом округе Парижа. Кроме того, Том не должен расспрашивать о её работе и прошлой жизни. Квартира Маргит обставлена темной мебелью и в ней царит сумрачная атмосфера.
Тем временем, польская официантка Анна симпатизирует Тому. Между ними вспыхивает чувство. Об этом узнаёт сосед Тома по ночлежке Омар и сообщает ему, что Анна — девушка Сезера. Омар пытается шантажировать Тома, требуя с него тысячу евро за своё молчание.
Когда вокруг Тома начинают исчезать люди, которых он знал, Том понимает, что в его жизнь вошла таинственная тёмная сила, которая мстит всем, кто когда-либо причинял ему боль. Вскоре Омар погибает в своей квартире, и Том становится главным подозреваемым. Однако когда он пытается доказать, что в момент убийства находился в квартире Маргит, оказывается, что женщина с таким именем покончила с собой 15 лет назад. Несмотря на это полиция арестовывает Сезера и отпускает Тома.
Неожиданно пропадает дочь Тома. Маргит требует от Тома забыть дочь, бывшую жену и Анну и остаться с ней навсегда. К счастью, полиция скоро находит дочь Тома живой и невредимой в Булонском лесу.
Фильм является притчей-аллегорией, где полька-официантка — это Любовь, а Маргит — Смерть, два разных выхода из душевного кризиса писателя.

## В ролях
| Актёр               | Роль                     |
| ------------------- | ------------------------ |
| Итан Хоук           | Том Рикс                 |
| Кристин Скотт Томас | Маргит Кадар             |
| Иоанна Кулиг        | Аня, официантка          |
| Самир Гесми         | Сезер, криминальный босс |